# Garaeus formosanus
Garaeus formosanus är en fjärilsart som beskrevs av Max Joseph Bastelberger 1911. Garaeus formosanus ingår i släktet Garaeus och familjen mätare. Inga underarter finns listade i Catalogue of Life.